# Rethinking Marxism
Rethinking Marxism (Den Marxismus neu denken) ist eine vierteljährlich erscheinende akademische Zeitschrift, die sich der Darstellung marxistischer Wirtschafts- und Gesellschaftsanalysen widmet. Sie wurde 1988 gegründet und wird von Routledge seit 2003 für die Association for Economic and Social Analysis publiziert. Die Chefredakteure sind Marcus E. Green und Serap Kayatekin.

## Geschichte
Rethinking Marxism wurde 1988 von Professoren und Studierenden der University of Massachusetts Amherst gegründet. Die erste Ausgabe erschien im Gründungsjahr, kurz vor dem Zusammenbruch der Sowjetunion. Die Zeitschrift wurde bald zu einer einflussreichen akademischen Plattform für den Marxismus in der Prägung von Althusser im nordamerikanischen Kontext.
Trotz seiner Gründung durch Wirtschaftswissenschaftler (unter anderen Stephen Resnick, Richard D. Wolff, Jack Amariglio, David Ruccio) und durchgängiger Publikation zu den Spezialgebieten des Marxismus wie Arbeitswerttheorie, Klassentheorie und Krisentheorie ist Rethinking Marxism nicht nur auf ökonomische Spezialthemen ausgerichtet. Es behandelt den Marxismus allumfassend, also auch die Theorie des Kapitalismus, des Imperialismus und die Alternativen zum kapitalistischen System.
Rethinking Marxism ist auch als Medium für Zeitgenössische Kunst bekannt. Jede Ausgabe stellt das Werk eines zeitgenössischen Künstlers oder einer Künstlerin (z. B. Martha Rosler, Mark Lombardi, Michael Rakowitz, Thomas Hirschhorn, Chto Delat) vor.
Von 1989 bis 1998 war Jack Amariglio der Herausgeber. Darauf folgte David Ruccio, bis er 2010 von S. Charusheela abgelöst wurde. Seit September 2013 wird die Zeitschrift von Marcus E. Green und Serap Kayatekin herausgegeben.

## Bibliothekarische Erfassung des Journals
Abstracts und Indexierung finden sich in folgenden Datenbanken:
- America: History and Life
- CSA Worldwide Political Science Abstracts
- International Bibliography of the Social Sciences
- VINITI Database RAS
- Scopus
- SocINDEX